# Ian V. Hogg
Ian Vernon Hogg, född 29 oktober 1926, död 7 mars 2002, var en brittisk artilleriofficer och författare. Han författade, medförfattade, redigerade och samredigerade cirka 150 böcker om skjutvapen, artilleri, ammunition och befästningskonst, samt biografier om flera kända generaler. Hogg var redaktör för Jane's Infantry Weapons från 1972 till 1994.

## Biografi
Hogg tog värvning i Kungliga Artilleriregementet, Royal Artillery, i april 1945 och han tjänstgjorde under andra världskrigets slutskede i Europa och östra Asien. Efter kriget blev han kvar i armén och tjänstgjorde även i koreakriget. Han tjänstgjorde i totalt 27 år. När han erhöll avsked 1972 utnämndes han till Master Gunner (motsvarande Styckjunkare) vid Defence College of Management and Technology där han undervisade om artilleri. Han intresserade sig även för fortifikationer och var en av initiativtagarna till Fortress Study Group 1975.
Hans första verk publicerades under 1960-talet när han fortfarande var instruktör. Efter sitt avsked ägnade han sin karriär åt militärt författarskap och historia. Han var även redaktör på Jane's Information Group 1972-1994. Han bidrog också med artiklar till diverse olika tidskrifter.